# Adobe Touch Apps
Adobe Touch Apps は、Adobe Creative Cloudのタブレットデバイス向けとして2011年に登場したアプリケーション群。

## 概要
Adobe Touch Appsは、2011年10月4日、Adobe MAX 2011にて発表。
当時、2010年のiPadの登場とともに、各社が追従するかたちでAndroidタブレットが次々にリリースされた。この背景のもと、Adobeは、「クリエイティブを再定義する」としてCreative Cloudの一環を構成するアプリケーション群として開発、ならびにリリースしたが、そのアプリの多くが2015年には開発打ち切りを発表。一部のアプリは名前を変えるなどして開発が継続された。
数年の雌伏ののち、2018年にはiPad版Photoshopが開発中であることが発表され、2019年11月4日にはiPad版Photoshopが正式リリース。その後、2020年にはiPad版Illustratorがリリースされるなど、デスクトップ版と同じ名称ならびにファイルの互換性が保たれたアプリが登場、Adobe Touch Appsは、タブレット黎明期を象徴するAdobeの製品群として名を残している。

## 製品ファミリー

### Adobe Photoshop Touch
タブレット向けにカスタム開発されたPhotoshop。当初、Android版のみのリリース、価格は9.99ドル（日本円は850円）に設定された。2012年、iPad版をリリース。2013年2月27日にはスマートフォン版をリリース、iPhone、iPod touchならびにAndroidフォンに対応する。2015年5月28日に販売終了。 

### Adobe Collage
さまざまな写真や画像をコラージュするアイデア・スケッチツール。図、テキスト、Creative Suite のファイルをイメージボードに統合する。外出先でのラフスケッチの作成などに最適とされた。

### Adobe Debut
プレゼンテーション用ツール。デザイナーや営業職がクライアントに成果物を共有することを想定して設計、提供されていた。

### Adobe Ideas
ベクトルベースの描画ツール。レイヤーに対応し、Illustratorのタブレット版のようなポジションとして登場、のちにAdobe Illustrator Drawと名前を改めて開発は継続された。

### Adobe Kuler
カラーテーマの作成と編集、共有が可能なアプリ。iPhone版も登場し、のちにCreative Cloudにも搭載。詳しくは  Adobe Colorを参照。

### Adobe Proto
Webサイト やモバイルアプリケーション向けの双方向ワイヤフレームとプロトタイプの設計アプリケーション。